# Oglala
Oglala (Ogallallah, Ogallalla, Oglalla ) so severnoameriško pleme Indijancev Amerike in pripadajo plemenu Lakota. Ime »Oglala« pomeni nekaj takega kot »tisti, ki zapravljajo svoje imetje«
Lakota so pleme plemenske zveze Sedem ognjev ali Sujev, jezikovne skupine Siouan.  
Plemensko zvezo Sedem Ognjev ali Sujev tvorijo še štiri plemena vzhodnih Dakot Mdewakanton, Sisseton, Wahpekute in Wahpeton ter dve plemeni zahodnih Dakot Yanktonai in Yankton.
Lakote so se delili nadalje na tri regionalne skupine in sedem podplemen:
1. Severne Lakote
- Hunkpapa[1][2]
- Sihasapa (Blackfeet, ne smejo se zamenjevati s sovražnimi algonkinsko govorečimi Blackfoot)[3]

2. Srednje Lakote
- Minneconjou
- Sans Arc (Itazipco)
- Two Kettles (Oohenonpa ) (nekoč del skupine Wanhin Wega Band iz Minneconjou skupine, neodvisna od okoli leta 1840)[5]

3. Južne Lakote
- Oglala
- Brule (Sicangu)[6]

## Skupine ali Thiyóšpaye Oglala
Oglala se pogosto imenujejo, skupaj z Bruléji, južne Lakote in so razdeljeni v naslednje skupine:
- Oyúȟpe Thiyóšpaye
  - True Oyúȟpe (Oyúȟpe - 'Broken Off', vodilna skupina)
  - Wakȟáŋ ('Sveti')
  - Makȟáiču ali Makȟá Ičú ('On vzame zemljo')
- Oglála Thiyóšpaye
  - Prava Oglála ali Oglála-Ȟča
  - Čhaŋkȟahuȟaŋ ali Čhaŋkȟáhu Ȟáŋ ('Boleči hrbet')
  - Hokayuta ali Ȟoká Yúta ('Pojej jazbeca')
  - Húŋkpathila ('Majhna hiška v krogu tabora')
  - Itéšiča ('Bad Face') ali Ité Šíča
  - Payabya ('Odrini na stran') ali Pȟayábya
  - Wágluȟe ('Živi pri svojih sorodnikih')
- Khiyáksa Thiyóšpaye (»Ugriz v dva v srednjem pasu«)
  - Prava Khiyáksa ali Khiyáksa-Ȟča
  - Kuinyan ali K'ú Íŋyaŋ (»Da mu kamen«, »Da kamen«)
  - Tȟaphíšleča (»Vranica prežvekovalca«)

Glej tudi:
- Suji
- Dakota
- Yankton
- Yanktonai
- Sisseton
- Wahpekute
- Wahpeton
- Mdewakanton